# هیستر

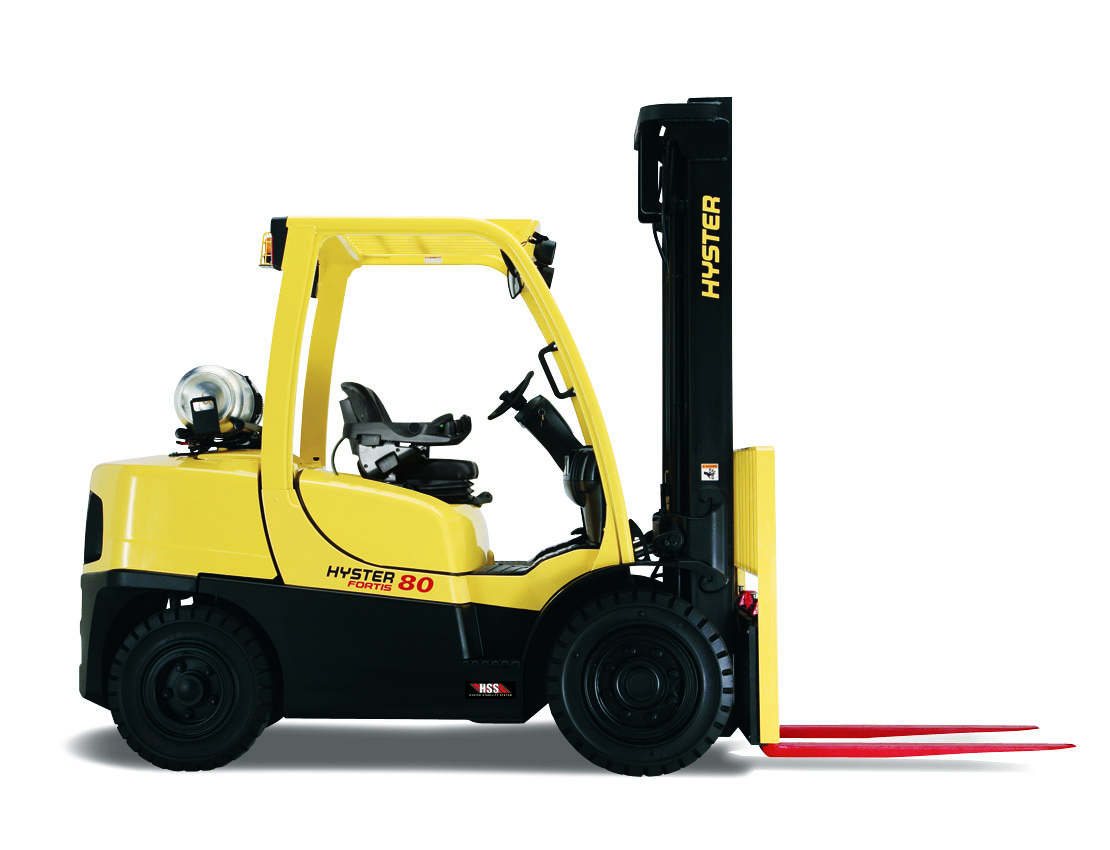
هیستر مدل H80FT Fortis

هیستر که به اشتباه هایستر نیز خوانده می‌شود، یک شرکت تولیدی آمریکایی است که متخصص در لیفتراک و دیگر تجهیزات انتقال مواد است. هیستر در سال ۱۹۲۹ با عنوان شرکت Willamette-Ersted در پورتلند، اورگن تاسیس شد. این شرکت در سال ۱۹۸۹ توسط NACCO Industries خریداری شد و بخشی از گروه متریال هندلینگ NACCO شد. شرکت NACCO در سال ۲۰۱۲ فعالیت خود را با عنوان Hyster-Yale Material Handling آغاز کرد و این محصول همچنان با نام تجاری Hyster به بازار عرضه می‌شود. 

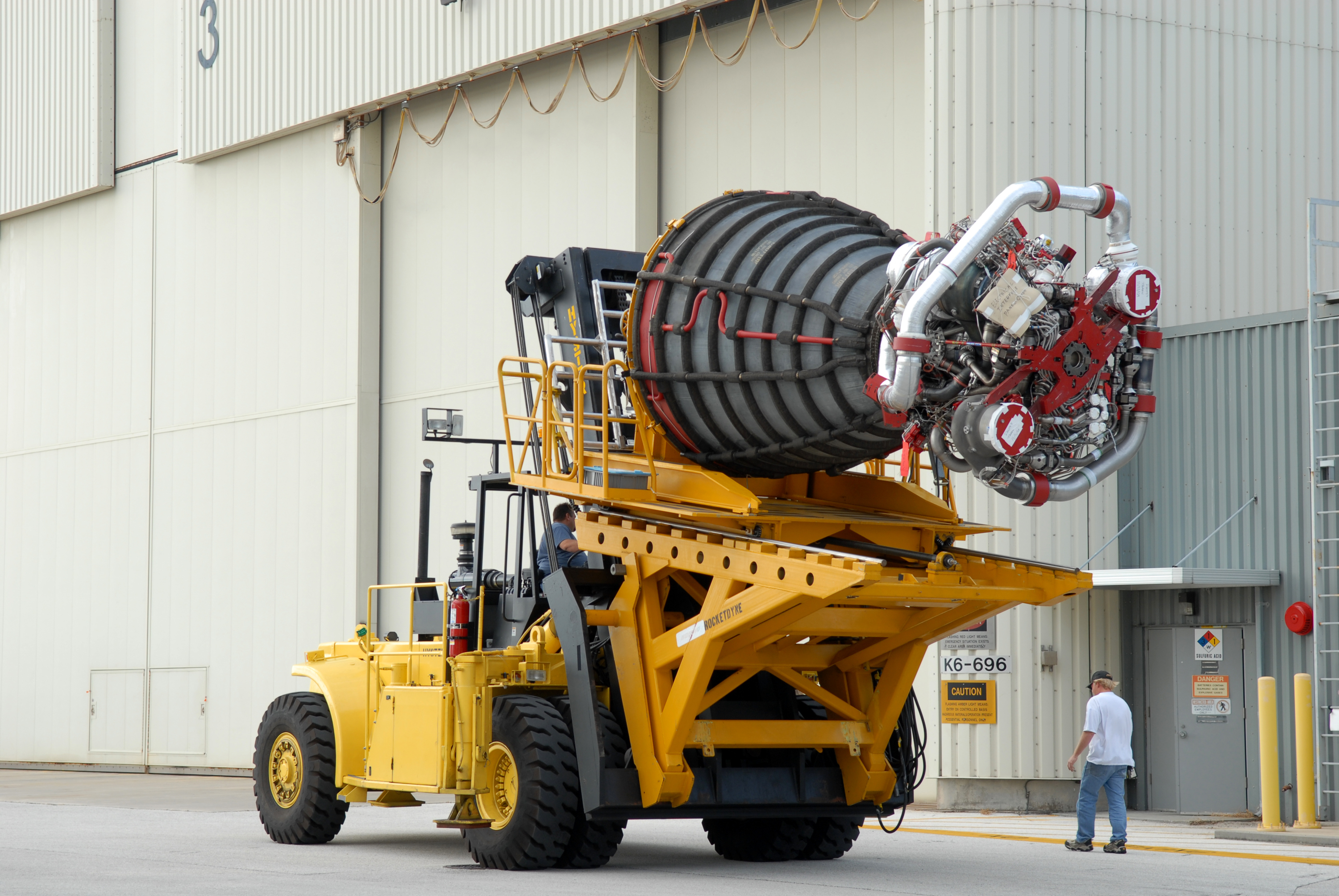
موتور اصلی شاتل فضایی در لیفتراک مخصوص هیستر